# Broussard
Broussard és una població dels Estats Units a l'estat de Louisiana. Segons el cens del 2000 tenia 5.874 habitants.

## Demografia
Segons el cens del 2000, Broussard tenia 5.874 habitants, 2.197 habitatges, i 1.619 famílies. La densitat de població era de 199,1 habitants/km².
Dels 2.197 habitatges en un 41% hi vivien nens de menys de 18 anys, en un 55% hi vivien parelles casades, en un 14,5% dones solteres, i en un 26,3% no eren unitats familiars. En el 21% dels habitatges hi vivien persones soles el 5,3% de les quals corresponia a persones de 65 anys o més que vivien soles. El nombre mitjà de persones vivint en cada habitatge era de 2,67 i el nombre mitjà de persones que vivien en cada família era de 3,11.
Per edats la població es repartia de la següent manera: un 28,8% tenia menys de 18 anys, un 9,3% entre 18 i 24, un 34,3% entre 25 i 44, un 19,9% de 45 a 60 i un 7,7% 65 anys o més.
L'edat mediana era de 32 anys. Per cada 100 dones de 18 o més anys hi havia 92 homes.
La renda mediana per habitatge era de 36.676 $ i la renda mediana per família de 45.668 $. Els homes tenien una renda mediana de 36.368 $ mentre que les dones 21.833 $. La renda per capita de la població era de 18.441 $. Entorn del 9,5% de les famílies i el 12,4% de la població estaven per davall del llindar de pobresa.

## Poblacions més properes
El següent diagrama mostra les poblacions més properes.